# Astragalus karjaginii
Astragalus karjaginii es una especie de planta del género Astragalus, de la familia de las leguminosas, orden Fabales.

## Distribución
Astragalus karjaginii se distribuye por Azerbaiyán, Armenia e Irán.

## Taxonomía
Fue descrita científicamente por (A. Boriss.) A. Boriss. Fue publicada en Fl. URSS 12: 377 (1946).